# I.O.U. (álbum)
| Críticas profissionais | Críticas profissionais |
| Avaliações da crítica  | Avaliações da crítica  |
| Fonte                  | Avaliação              |
| ---------------------- | ---------------------- |
| Allmusic               | [ 1 ]                  |

I.O.U. é o segundo álbum do guitarrista virtuoso inglês Allan Holdsworth, lançado em vinil em 1982 com o selo Luna Crack Records/I.O.U. Records. Três anos mais tarde, ele foi relançado pela Enigma Records em CD. Em 2008, ele foi remasterizado e lançado novamente em CD pela gravadora Belle Antique. Como o álbum anterior - Velvet Darkness - foi lançado sem o consentimento do Allan Holdsworth, o próprio guitarrista considera este como sendo seu álbum de estréia. De qualquer forma, algumas músicas do Velvet Darkness foram renomeadas e re-arranjadas para serem lançadas neste álbum.

## Faixas
Todas as faixas foram compostas por Allan Holdsworth, exceto onde indicado.
| N.º            | Título                                               | Compositor(es)              | Duração |  |
| 1.             | "The Things You See (When You Haven't Got Your Gun)" |                             | 5:52    |  |
| 2.             | "Where Is One"                                       |                             | 5:38    |  |
| 3.             | "Checking Out"                                       |                             | 3:39    |  |
| 4.             | "Letters of Marque"                                  |                             | 7:02    |  |
| 5.             | "Out from Under"                                     | Steven Robinson, Holdsworth | 3:34    |  |
| 6.             | "Temporary Fault"                                    |                             | 3:17    |  |
| 7.             | "Shallow Sea"                                        |                             | 6:04    |  |
| 8.             | "White Line"                                         | Holdsworth, Gerry Brown     | 4:43    |  |
| Duração total: | Duração total:                                       | Duração total:              | 39:49   |  |

## Créditos Musicais
- Allan Holdsworth – guitarra, violino, produção
- Paul Williams – vocais
- Gary Husband – piano, baterias
- Paul Carmichael – baixo

### Demais Créditos
- Andy Llewellyn – engenheiro de som
- Colin Green – mixagem